# Liviu Codîrlă
Liviu Codîrlă (n. 25 ianuarie 1968

) este un deputat român. În legislatura 2004-2008, Liviu Codîrlă a fost ales pe listele PRM, dar din septembrie 2007 a devenit deputat independent iar din februarie 2008 a devenit membru PDL. Liviu Codîrlă a fost  ales în 2012 din partea grupului parlamentar Democrat și Popular. În legislatura 2012-2016, Liviu Codîrlă a fost ales pe listele PP-DD și a fost membru în grupurile parlamentare de prietenie cu Regatul Belgiei și Marele Ducat de Luxemburg.  
În timpului mandatului a trecut la grupul parlamentar al Partidului Social Democrat.